# Comté de Warner No 5
Pour les articles homonymes, voir Warner.
Le comté de Warner No 5 (anglais : Warner County No. 5) est un district municipal de 3,841 habitants en 2011, situé dans la province d'Alberta, au Canada.

## Communautés et localités
Bourgs
- Milk River
- Raymond

Villages
- Coutts
- Stirling
- Warner

Hameaux
- New Dayton
- Wrentham

Localités
- Clarinda
- Conrad
- Craddock
- Elmspring
- Judson
- Knappen
- Lucky Strike
- Masinasin
- Maybutt
- McNab
- St. Kilda

Autres
- Allerston
- Mammoth
- One-Seventeen
- Two-Fifteen

## Démographie
| 2001  | 2006  | 2011  | 2016  |
| ----- | ----- | ----- | ----- |
| 3 798 | 3 674 | 3 841 | 3 947 |

## Lieux touristiques
- Parc provincial Writing-on-Stone